# Діти шпигунів 4D
«Діти шпигунів 4D» (англ. Spy Kids: All the Time in the World) — четвертий американський фільм серії фільмів «Діти шпигунів» Роберта Родріґеса. Прем'єра пройшла 19 серпня у США.
У деяких кінотеатрах було вперше використано технологію "Арома-скоп". Перед входом до зали глядачеві видавали листки із восьма прономерованими малюнками. Коли цифра з'являлась на екрані глядач мав стерти малюнок і відчути запах, який відчували персонажі.

## Сюжет
Брат і сестра мимоволі повинні стати крутими шпигунами, щоб перешкодити злодієві, що мріє про світове панування, і виручити з біди власних батьків, що залишили роботу секретних суперагентів.

## У ролях
| Актор          | Роль                                |
| -------------- | ----------------------------------- |
| Мейсон Кук     | Сесіл Вілсон                        |
| Роуен Бланчард | Ребекка Вілсон                      |
| Джессіка Альба | Марісса Кортес Вілсон               |
| Джоель Макгейл | Вілбур Вілсон                       |
| Алекса Вега    | Кармен Кортес                       |
| Деріл Сабара   | Джуні Кортес                        |
| Денні Трехо    | Ісидор «Мачете» Кортес              |
| Рікі Джервейс  | пес Аргонавт (озвучення)            |
| Джеремі Півен  | Хранитель часу/Тік-так/Данґер Д'Амо |
| Чак К'юро      | ведучий новин                       |

## Цікаві факти
- Відвідувачі кінотеатрів перед сеансом отримували спеціальну картку, на яку були нанесені пахучі речовини. Всього було 8 «осередків», які потрібно стерти в певний момент фільму. На екрані з'являлися цифри, а глядачі повинні були стирати відповідний захисний шар на своїх картках, щоб дізнатися, який запах відчувають герої картини.